# Commandement des forces de défense finlandaises
Le commandement des forces de défense finlandaises (finnois : Pääesikunta) est un commandement conjoint des forces de défense finlandaises et une agence du gouvernement central. Actif depuis 1918, il dirige et surveille l'exécution des tâches incombant aux forces de défense, telles que la défense militaire de la Finlande.

## Infrastructure
Le Commandement de la Défense partage les locaux du ministère de la Défense dans le quartier de Kaartinkaupunki à Helsinki, dans la caserne de la Garde, conçue par l'architecte Carl Ludvig Engel et achevée en 1822. 
Le bâtiment a accueilli à l'origine la Garde finlandaise et de 1918 à 1938 à celle de la garde blanche. 
Il a été détruit pendant la guerre de continuation en février 1944 par le bombardement d'Helsinki, reconstruit après les guerres et complété dans les années 1960 par de nouveaux bâtiments conçus par Viljo Revell et Heikki Castrén.